# علی‌آباد (ارد)
علی‌آباد یک روستا در ایران است که در دهستان ارد واقع در بخش ارد شهرستان گراش در استان فارس واقع شده‌است.